# Anethol
Anethol ist eine organisch-chemische Verbindung, die aufgrund ihres Biosyntheseweges zu den Phenylpropanoiden gezählt wird.  Der Geruch von Anethol ist ursächlich für das typische Anisaroma.

## Vorkommen
Anethol ist ein Bestandteil von verschiedenen ätherischen Ölen z. B. Anisöl und kommt in zahlreichen Pflanzen wie Anis (Pimpinella anisum), Fenchel (Foeniculum vulgare), Echtem Sternanis (Illicium verum), Tagetes (Tagetes filifolia), Canarium indicum, Ostasiatischem Riesenysop (Agastache rugosa), Avocado (Persea americana), Gamander (Teucrium cyprium), Dill (Anethum graveolens), Estragon (Artemisia dracunculus), Koloquinte (Citrullus colocynthis), Echtem Süßholz (Glycyrrhiza glabra), Basilikum (Ocimum basilicum) und Süßdolde (Myrrhis odorata) vor. Anethol ist ein flüchtiger Aromastoff in Honig.

## Isomerie
Wegen der in Anethol enthaltenen Doppelbindung existieren zwei Isomere: cis- und trans-Anethol. Beide Isomere haben unterschiedliche physikalische Eigenschaften. In der Natur kommen beide Isomere vor, allerdings liegt mehr trans-Anethol vor.
| Isomere von Anethol |                           |               |
| Name                | cis-Anethol               | trans-Anethol |
| Andere Namen        | (Z)-Anethol               | (E)-Anethol   |
| Strukturformel      |                           |               |
| CAS-Nummer          | 25679-28-1                | 4180-23-8     |
| CAS-Nummer          | 104-46-1 (undefiniert)    |               |
| EG-Nummer           | 247-181-4                 | 224-052-0     |
| EG-Nummer           | 203-205-5 (undefiniert)   |               |
| ECHA-Infocard       | 100.042.878               | 100.021.866   |
| ECHA-Infocard       | 100.002.914 (undefiniert) |               |
| PubChem             | 1549040                   | 637563        |
| PubChem             | 7703 (undefiniert)        |               |
| Wikidata            | Q27147814                 | Q255564       |
| Wikidata            | Q27105777 (undefiniert)   |               |

Ein Strukturisomer von Anethol ist Estragol.

## Eigenschaften
In 1 l Ethanol sind 500 ml Anethol löslich. Dagegen ist es nur sehr schlecht in Wasser löslich. Der Flammpunkt liegt bei 90 °C. trans-Anethol ist ein weißer, kristalliner, süß schmeckender Feststoff, der bei 21,4 °C zu einer farblosen, öligen Flüssigkeit schmilzt und einen Siedepunkt von 234 °C hat. Das cis-Anethol ist flüssig und erstarrt bei −22 °C.

## Physiologie
Anethol wirkt in der Lunge schleimlösend (sekretolytisch, sekretomotorisch) und schwach antibakteriell. Gleichzeitig zeigt es eine spasmolytische Wirkung, weswegen es als Expektorans und Karminativum eingesetzt werden kann.

## Verwendung

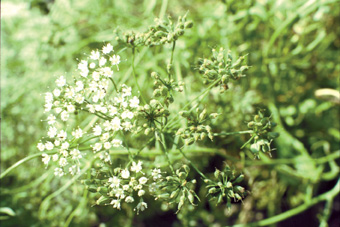
Anethol ist ein Bestandteil des Aromas von Anisöl (aus Pimpinella anisum)

Anethol kommt als Duft- und Aromastoff vor allem in Seifen und Mundpflegemitteln zum Einsatz. Wichtig ist daneben die Verwendung in der Spirituosenfabrikation als Aromatiseur für Spirituosen (Anisée, Anisette, Ouzo, Pernod, Rakı) und in der Lebensmitteltechnologie als Bestandteil von Aromen, hauptsächlich in Fruchtaromamischungen mit der Geschmacksrichtung Himbeere und Erdbeere.